# Sociedad Deportiva Compostela (1962-2006)
La Sociedad Deportiva Compostela, más conocido como Compostela o simplemente el Compos, fue un club de fútbol español de la ciudad de Santiago de Compostela, Galicia. Fue fundada en 1962 y fue disuelta la sociedad mercantil en 2007. Fue refundada sobre el mismo club deportivo, con mismo número federativo pero diferente sociedad en el registro.
Era considerada como uno de los equipos históricos de Galicia por historia y tradición. Fue el cuarto equipo de la comunidad en jugar en Primera División, tras el Celta, el Deportivo y el Pontevedra. Es el tercer mejor equipo gallego en la clasificación histórica de La Liga. Jugó en Primera cuatro temporadas seguidas, desde 1994 hasta 1998. Logró su mejor clasificación en la temporada 1995-96, en la que fue subcampeón de invierno y décimo al final de la campaña.
Tras varios descensos deportivos y administrativos por el impago de las deudas contraídas, la entidad fue disuelta en el verano de 2007. Más tarde, la Sociedad Deportiva Campus Stellae, fundada en 2004, adquirió el nombre comercial y las marcas de la Sociedad Deportiva Compostela.

## Historia

### Antecedentes
En el año 1928 varios estudiantes de Santiago de Compostela deciden fundar, de la mano de Ramón Castromil Casal, el Compostela Foot-ball Club. La evolución del fútbol compostelano pervivió en la Serie B, la regional gallega hasta el estallido de la Guerra Civil Española, cuando el club era considerado el mejor equipo de la ciudad. Jugaba sus partidos en el antiguo campo de A Choupana, en Santa Isabel, donde jugadores como Pachuco, Jesús Porto, los hermanos Pombo, el propio Ramón Castromil y el futuro refundador de la entidad, Elisardo García, fueron varios de los futbolistas destacados de la «Esedé» de la preguerra.
A comienzos de los años 40, Ramón Castromil vuelve a fundar el club con poco éxito debido a las dificultades de la posguerra. El antiguo estadio de A Choupana desaparecía para construirse en su lugar el Hospital Gil Casares. En esa época, el decreto del Estado que impedía los extranjerismos cambia el nombre del club a Compostela Club de Fútbol. Fue popularmente conocido como Club Compostela. Finalmente, la importancia adquirida por el club años atrás desaparece en 1946 cuando se ve superado por la relevancia del Club Deportivo Santiago, antiguo Racing Club San Lorenzo, y acaba desapareciendo en detrimento de este y del Club Arenal.

### Fundación
Con la desaparición del Club Santiago en la temporada 1961-62, y con la escasa relevancia que aportaba el Club Arenal a la ciudad de Santiago, varios exsocios del desaparecido Club Compostela deciden fundar una nueva entidad el 26 de junio de 1962, que comenzó de nuevo en las divisiones regionales de Galicia, bajo el nombre de Sociedad Recreativa Compostela. El 28 de octubre del mismo año, el Club Arenal se fusiona con la S. R. Compostela. El club pasó a denominarse Sociedad Deportiva Compostela y el Club Arenal pasó a desempeñar las funciones de equipo filial. Tras varios años en Tercera División, logra su ascenso a la Segunda División "B" la temporada en la que ésta fue creada, 1977-78.

### Ascenso a Segunda
En 1990 el club sufrió una gran reestructuración con la llegada del expropietario José María Caneda y el fichaje de un nuevo entrenador, Fernando Castro Santos. En la 1989-90 regresa a la Segunda División B y tan solo una temporada después, la 1990-91, logró su ascenso a la Segunda División tras quedar tercero en la fase regular y primero en el grupo de ascenso, tras superar a otros rivales del grupo como el Alcoyano, el Club Deportivo Badajoz y el Alavés.
El equipo permaneció en Segunda División tres temporadas, hasta que en 1993-94 quedó tercero y pudo jugar la promoción de ascenso a Primera División frente al Rayo Vallecano. Tras dos partidos que acabaron con empate, se tuvo que llegar a un tercero en campo neutral (el Estadio Carlos Tartiere de Oviedo) que concluyó con una victoria compostelana por 3 a 1, con goles de Ohen (2) y José. La plantilla titular que logró el ascenso a Primera estaba compuesta por Iru, Modesto II, Tocornal, Modesto I, Bellido, Bodelón, Abadía, Fabiano, Lucas, Ohen y Suso Moure. La derrota le supuso a su contrincante, el Rayo, un gran contratiempo más el añadido de la salida de su gran estrella y "última" esperanza Hugo Sánchez.

### Paso por la élite

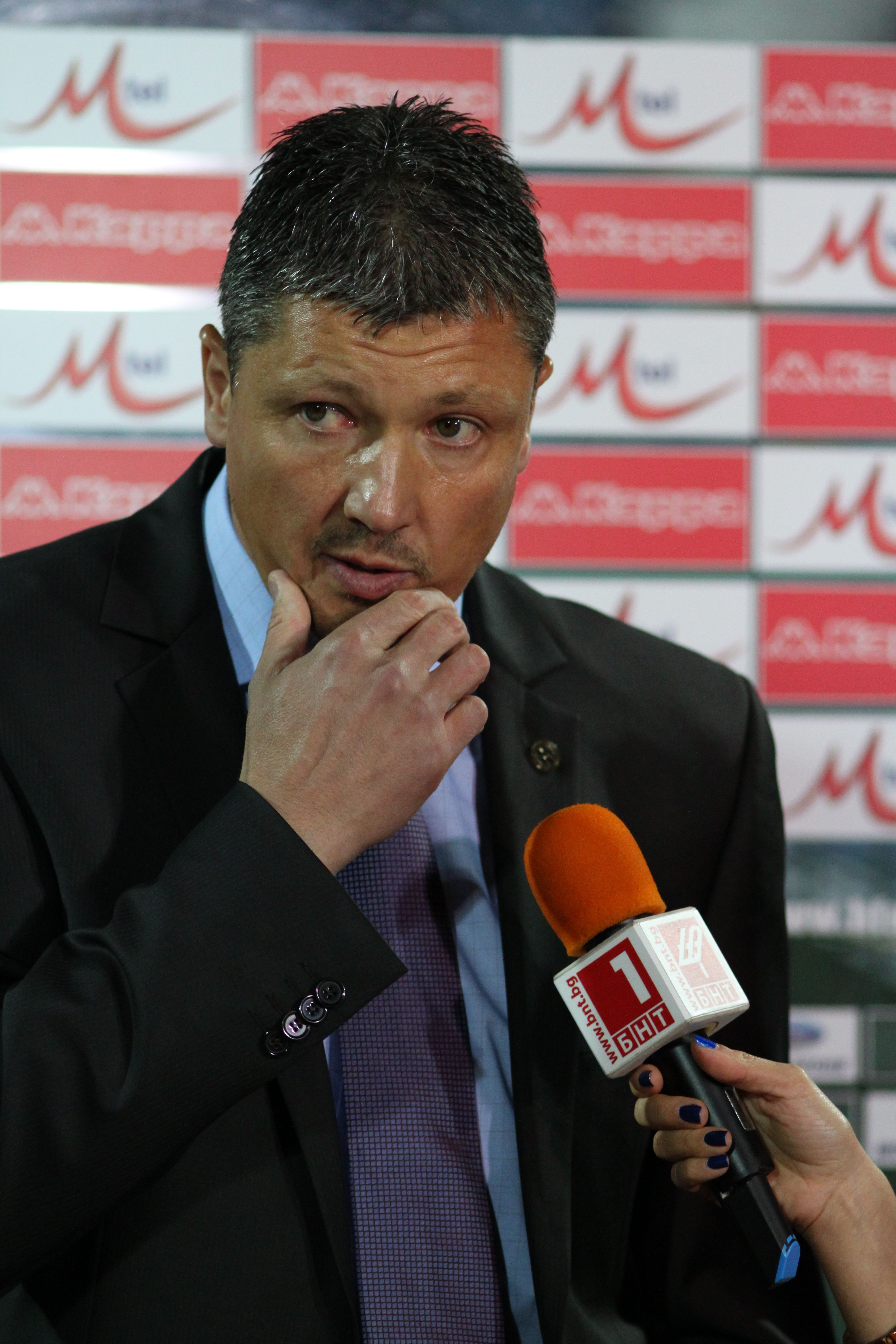
Luboslav Penev, jugador del Compostela entre 1996-1998.

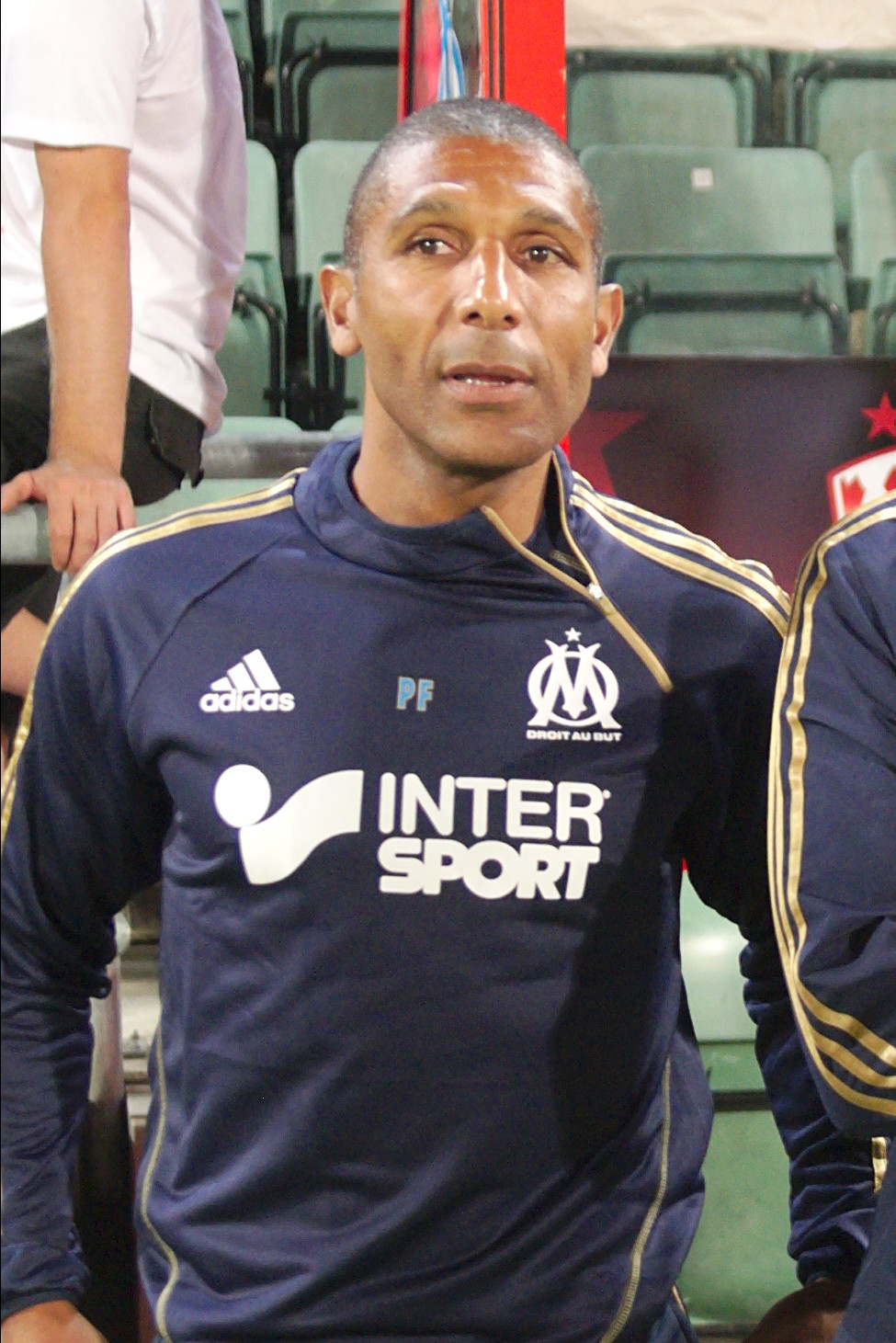
Franck Passi, jugador picheleiro entre 1994-1999.

Jugó en la Primera división española cuatro temporadas seguidas, desde 1994 hasta 1998. Tras siete años de Fernando Castro Santos como entrenador del Compostela, para la temporada 1995-96 el equipo fichó como entrenador a Fernando Vázquez. Ese mismo año el equipo firma su mejor temporada: llegó a ser subcampeón de invierno, solo por detrás del Atlético, al término de la primera vuelta y terminó décimo en la que fue su mejor temporada. El equipo se mantuvo tres temporadas más, hasta que terminó en una mala posición en la temporada 1997-98 y descendió a Segunda tras perder en la promoción contra el Villarreal por el valor de los goles fuera de casa (0-0 en El Madrigal y 1-1 en San Lázaro).
Tras el descenso a Segunda División, José María Caneda se tomó el descenso como una temporada de transición e intentó que el club volviese a ascender. Para esto no escatimó en gastos: mantuvo gran parte de la plantilla anterior y fichó a otros con mucho nombre, como los internacionales Nando y Radchenko. Sin embargo, el club quedó octavo y las deudas empezaron a hacerse patentes. Las siguientes temporadas el equipo tuvo complicaciones en la tabla y descendió a Segunda B. En esa división se volvió a cometer el mismo error de mantener a la plantilla del año pasado con los mismos sueldos y las deudas del equipo crecieron hasta el punto de tener complicaciones en los pagos. Aun así, el equipo terminó tercero en 2001-2002 y superó en la liguilla de ascenso al Mérida UD, Valencia B y Barcelona B.
La última temporada del equipo en la élite profesional fue la 2002-03, en la temporada de su regreso a Segunda. El equipo, dirigido por Luis Ángel Duque, terminó noveno a pesar de que los jugadores estuvieron toda la temporada sin cobrar. El impago de las deudas a jugadores se agravó cuando un juez, a falta de dos días para concluir el plazo de inscripción para continuar en Segunda, . El propietario Caneda no pagó y el equipo descendió a Segunda B en favor del CD Leganés. Un año después, la marcha de los jugadores que no percibieron las deudas dejó a la plantilla con pocos efectivos en un año en el que incluso el club estuvo a punto de desaparecer.

### Liquidación
La S.D. Compostela termina la temporada 2003-04 en penúltima posición del grupo II de Segunda B, por lo que le correspondía iniciar la temporada 2004-05 en Tercera División, pero el impago de las deudas contraídas con jugadores y empresas, estimadas en más de mil millones de pesetas, provoca el descenso automático a la Regional Preferente. Ese año la junta general de accionistas aprueba liquidar la entidad, pese a la oposición de algunos socios y del expresidente, José María Caneda. El proceso llega a su fin en el verano de 2007, con la subasta pública de todos los bienes del equipo, seguida de la venta directa de los bienes restantes, proceso durante el que el expresidente José Albarrán pagó 61.000 euros por todos los trofeos logrados por el club en sus más de 40 años de historia.

## Datos del club
- Temporadas en 1ª: 4
- Temporadas en 2ª: 7
- Temporadas en 2ªB: 10
- Temporadas en 3ª: 16
- Temporadas en Preferente Galicia: 8
- Temporadas en Copa del Rey: 25[10]

### Estadísticas del club en primera división
- Temporadas en 1ª: 4
- Mejor puesto en 1ª: 10.º (95-96)
- Puesto actual en la clasificación histórica de 1ª División de España: 41
- Partidos jugados: 160
- Partidos ganados: 52
- Partidos empatados: 45
- Partidos perdidos: 63
- Goles a favor: 143
- Goles en contra: 231
- Puntos conseguidos: 212
- Mayor goleada conseguida: Deportivo 2 - SD Compostela 6 (Jornada 37, 97-98)
- Mayor derrota encajada: CD Tenerife 6 - SD Compostela 0 (Jornada 1, 96-97)

### Resumen estadístico
Nota: En negrita competiciones activas.
| Competición                  | P.J. | P.G. | P.E. | P.P. | G.F. | G.C. | Mejor resultado |
| ---------------------------- | ---- | ---- | ---- | ---- | ---- | ---- | --------------- |
|                              |      |      |      |      |      |      |                 |
| Primera división             | 160  | 52   | 45   | 63   | 199  | 241  | 10º             |
| Segunda división             | 282  | 97   | 90   | 95   | 332  | 334  | 3º              |
| Segunda división B           | 530  | 171  | 146  | 213  | 569  | 680  | 3º              |
| Tercera división             |      |      |      |      |      |      | Campeón         |
| Campeonato de España de Copa |      |      |      |      |      |      |                 |
| Total                        |      |      |      |      |      |      | 3 Títulos       |
|                              |      |      |      |      |      |      |                 |

## Estadio

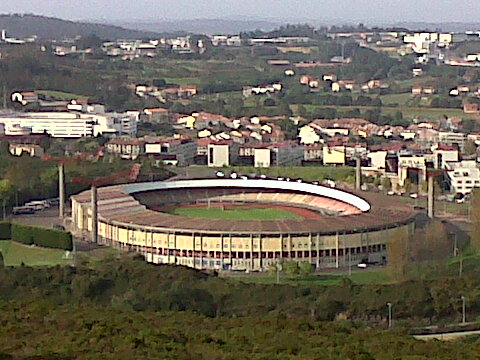
El Estadio Municipal Verónica Boquete de San Lázaro, campo de la S. D. Compostela.

El Estadio Municipal Vero Boquete de San Lázaro es un estadio multiusos con capacidad para 12.000 espectadores situado en el barrio de San Lázaro de la ciudad de Santiago de Compostela, Galicia. Desde el 8 de noviembre de 2018 lleva el nombre de Vero Boquete, jugadora santiaguesa. Hasta entonces era conocido como Estadio Multiusos de San Lázaro.
Su inauguración tuvo lugar el 24 de junio de 1993, con la disputa de un torneo a cuatro entre el Real Club Deportivo de la Coruña, CD Tenerife, CA River Plate y Sao Paulo FC. Deportivo y River jugaron el primer partido siendo Bebeto el autor del primer gol en el estadio.

### Antiguos Estadios
- Residencia Universitaria (1962-1963)
- Estadio Municipal de Santa Isabel (1963-1993)

## Palmarés
- Tercera División (3): 1963/64, 1979/80, 1989/90.
- Copa Galicia (2): 1966, 1967

### Trofeos amistosos
- Trofeo Ciudad de Santiago (4): 1994, 1995, 1996, 1999
- Trofeo San Roque (Villagarcía de Arosa) (4): 1976, 1990, 1992, 1994
- Trofeo Ciudad de Pontevedra (3): 1971, 1996, 2002
- Trofeo Ministro de Información y Turismo (Vivero) (2): 1968, 1969
- Trofeo San Roque (Betanzos) (2): 1993, 2002
- Trofeo Memorial Héctor Rial (2): 1994, 1997
- Trofeo Concepción Arenal (1): 1993
- Trofeo Emma Cuervo (1):  1995

## Jugadores

### Más presencias en el club
- Solo en Primera División

| #  | Nombre           | Partidos |
| -- | ---------------- | -------- |
| 1° | Fabiano Soares   | 146      |
| 2° | Franck Passi     | 142      |
| 3° | Ángel Lecumberri | 140      |
| 4° | Javier Bellido   | 137      |
| 5° | José Fernández   | 125      |

### Máximos goleadores
- Solo en Primera División

| #  | Nombre                        | Goles |
| -- | ----------------------------- | ----- |
| 1° | Christopher Ohen              | 48    |
| 2° | Luboslav Penev                | 32    |
| 3° | Bent Renè Christensen Arensøe | 24    |
| 4° | Fabiano Soares                | 17    |
| 5° | Javier Bellido                | 12    |